# Robert Coppens
Robert Coppens (* wohl vor 1550 in Flandern; † nach 1618 wohl in Norddeutschland) war ein flämischer Bildhauer der Renaissance, der mit seiner Werkstatt in Lübeck nachgewiesen ist.

## Leben

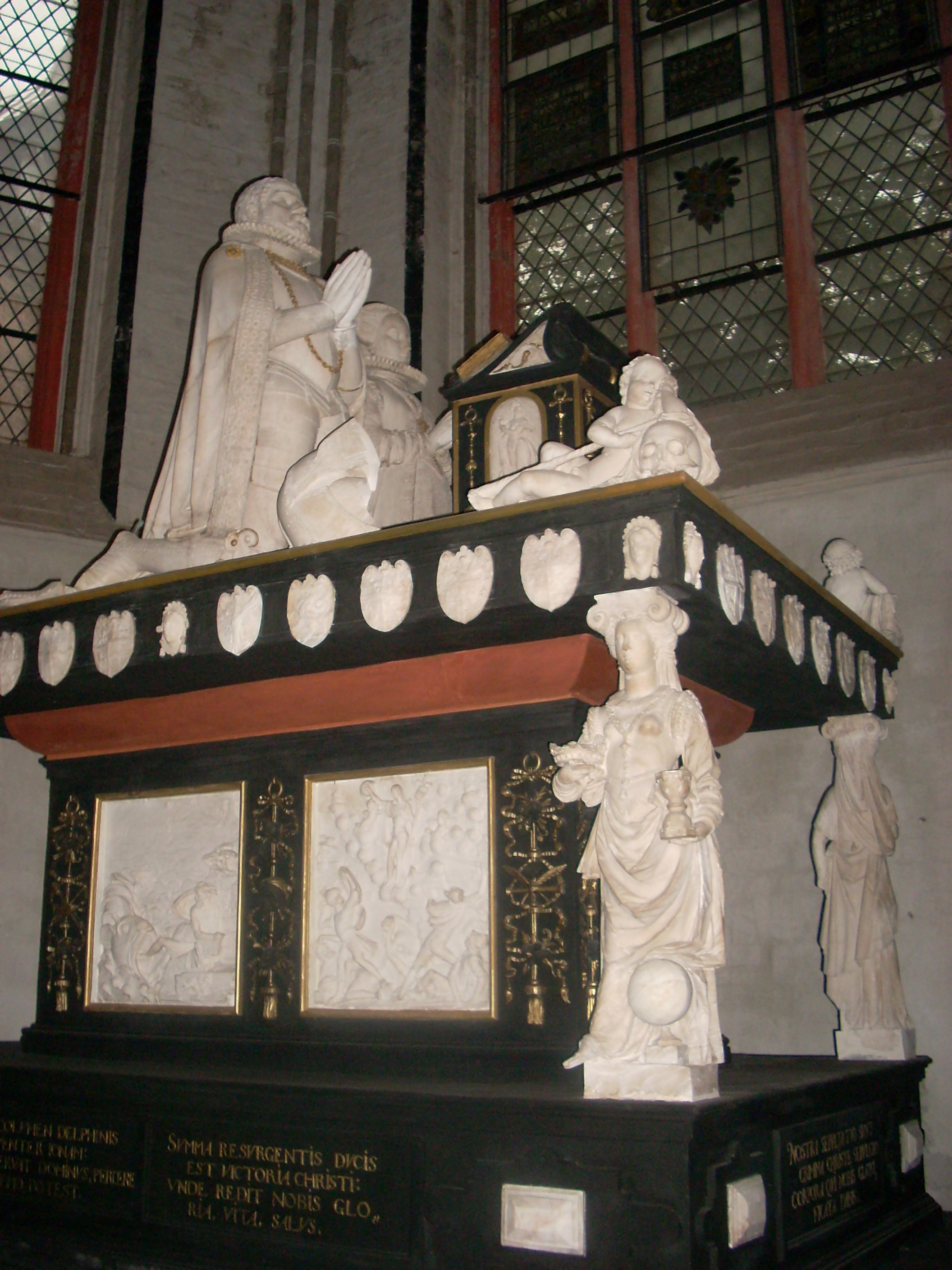
Doppelgrab im Schweriner Dom

Portal der ehem. Krämerkompanie

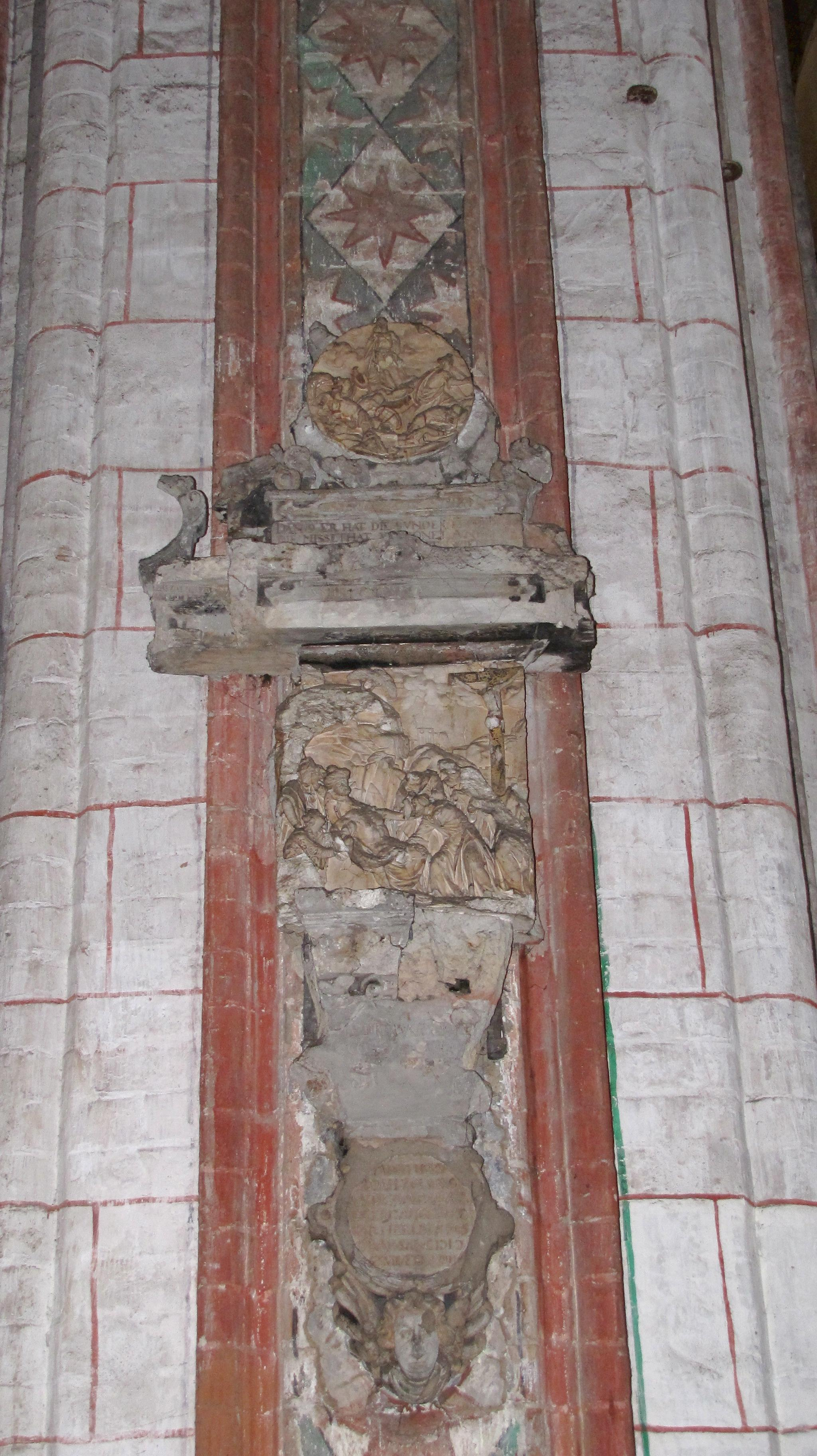
Relikt des Zöllner-Epitaphs in St. Marien zu Lübeck

Robert Coppens soll nach der überwiegenden Ansicht der Literatur entweder aus Mechelen oder Antwerpen stammen und vermutlich Schüler und/oder Mitarbeiter in der Werkstatt von Cornelis Floris gewesen sein. In Lübeck muss er im letzten Quartal des 16. Jahrhunderts und während der ersten Dekade des 17. Jahrhunderts eine größere Werkstatt mit mehreren Mitarbeitern unterhalten haben. Er wohnte 1597 in der Hartengrube im Domviertel. Sein Wirkungskreis erstreckte sich von hier aus bis nach Lauenburg im Süden, nach Schwerin und Ostholstein. Sein Hauptwerk ist das Grabmal des Otto von Reventlow (1608) in der nördlichen Seitenkapelle der St.-Michaelis-Kirche von Lütjenburg. Diese hat einen rechteckigen Grundriss und zeigt nach Norden einen getreppten Backsteingiebel, der eine Querschifffassade andeutet. Das von Coppens gestaltete Grabmal hat eine Ausdehnung von 340 × 460 cm.

## Werke
- Renaissanceportal vom ehemaligen Schütting (Amtshaus) der Krämerkompagnie in Lübeck, Schüsselbuden 24, aus dem Jahr 1587; beim Abbruch des Hauses 1904 geborgen und in der Braunstraße 1–5 in das 1905–09 errichtete neugotische Paketpostgebäude der Reichspost übernommen;[1]
- Zugeschriebenes Epitaph Weltzin († 1590) in der Maria-Magdalenen-Kirche von Lauenburg/Elbe;[2]
- Grabmal für Herzog Franz II. von Sachsen-Lauenburg und Familie ebenfalls in der Maria-Magdalenen-Kirche in Lauenburg (1590–1600);[3][4]
- Renaissancetreppe (1595) am Lübecker Rathaus (zugeschrieben)
- Doppelgrabmal (1594–96) für Herzog Christoph von Mecklenburg († 1592) und seine Frau Elisabeth von Schweden († 1597) im Schweriner Dom belegt durch Zahlungen am Werkstattort Lübeck im fraglichen Zeitraum und sein Monogramm als Signatur. Es entstand vermutlich auf Grundlage eines Entwurfs des herzöglichen Rentmeisters Tobias Skopperius;[5]
- Epitaph Ahlefeldt in der Klosterkirche in Preetz (Werkstattzuschreibung);[6]
- Sandsteinepitaph aus dem Jahr 1597 für den Nowgorodfahrer und Kaufmann Albert Schilling († 1574) im Lübecker Dom mit einem Relief der Grablegung Christi in Alabaster, signiert mit dem Monogramm „R. C.“;[7]
- Das Grabmal des holsteinischen Gutsbesitzers Otto von Reventlow (1608) in der nördlichen Seitenkapelle der St. Michaeliskirche in Lütjenburg mit einem Sandsteinrelief des Jüngsten Gerichts und den davor knienden Alabasterfiguren des Stifterpaares mit seinen vier Kindern zählt unter den Grabmalen zu den Hauptwerken der Spätrenaissance in Schleswig-Holstein;[8]
- Epitaph des Bürgermeisters Gotthard von Hoeveln († 1609) in der Lübecker Marienkirche;
- Epitaph des Ratsherrn Johann Glandorp († 1612) in der Lübecker Marienkirche;
- Zugeschriebenes Epitaph des mecklenburgischen Kanzlers Daniel Zöllner († 1618) in der Lübecker Marienkirche.[9]